# Khorasan Meridionale
Il Khorasan Meridionale (in persiano: خراسان جنوبی, Khorāsān Janūbī) è una delle trentuno province dell'Iran. 	
(Marco Polo, Il Milione, cap. 40. Traduzione italiana di Maria Bellonci)

## Geografia antropica

### Suddivisioni amministrative
La regione è divisa in 11 shahrestān:
- Shahrestān di Birjand
- Shahrestān di Boshruyeh
- Shahrestān di Darmian
- Shahrestān di Ferdows
- Shahrestān di Khusf
- Shahrestān di Nehbandan
- Shahrestān di Qa'enat
- Shahrestān di Sarayan
- Shahrestān di Sarbisheh
- Shahrestān di Tabas
- Shahrestān di Zirkuh